# Marcus d'Aviano

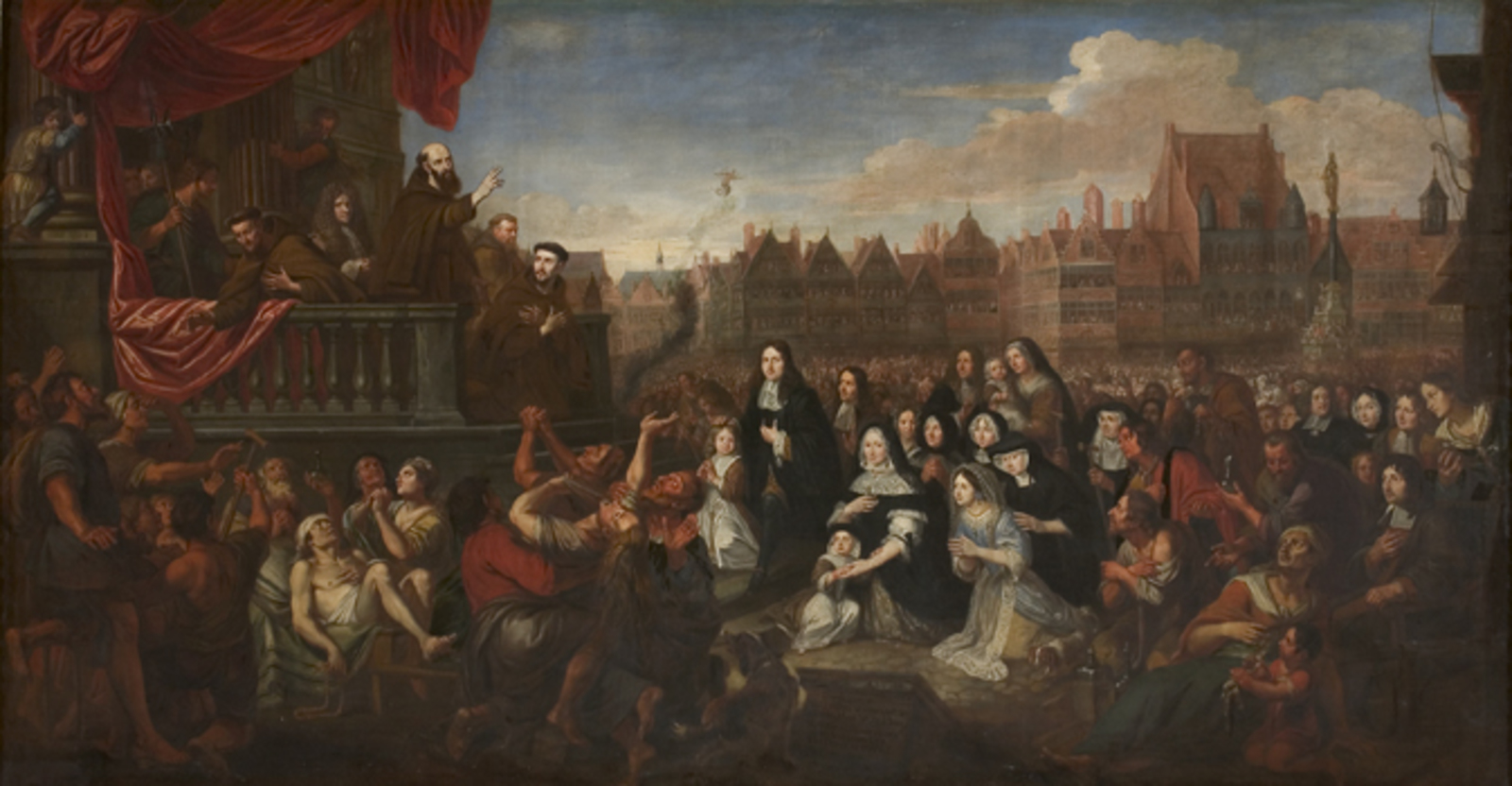

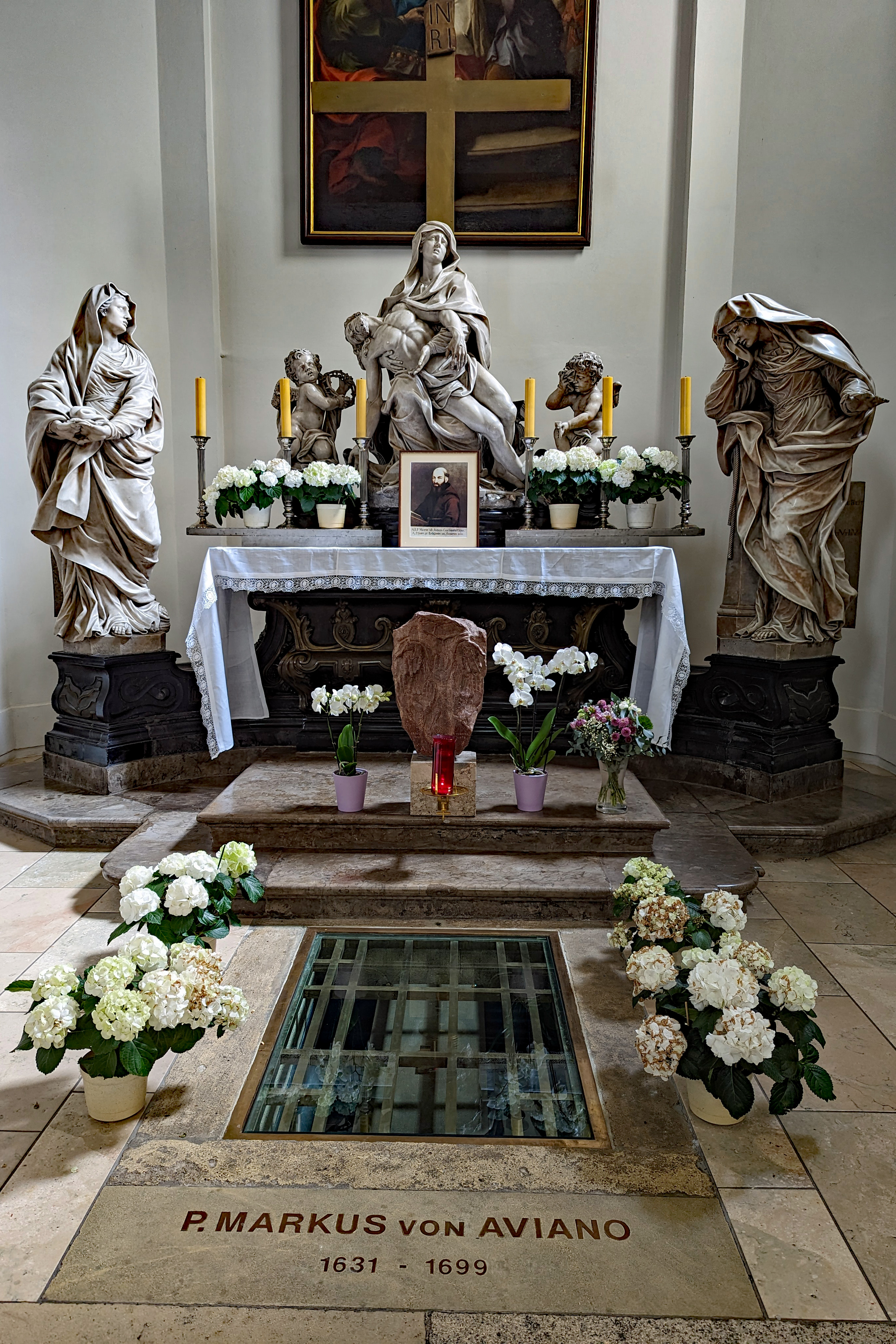
graf te Wenen

Marcus d'Aviano (geb. Carlo Domenico Cristofori) is een zaligverklaard Kapucijner geestelijke, die een grote devotie kent in het huis Habsburg-Lotharingen.
In juni 1681 komt hij prediken op de vrijdagsmarkt in Gent, waarvan een schilderij bewaard is. Er werd ook een chronogram geschreven:  Den 27e 28e 30e juni 1681/ jaer schrift/ GoDt Wort Van ons gheLoft / en pater MarCVs Van aVIano / oock van avondt en dach, / Van WIens HeYLIghen zeghen / Gent Is ghebneDYt. / Den DertIChsten IVnY.
Hij werd door Paus Joannes Paulus II zaligverklaard in Rome, en is begraven in Wenen in de Kapuzinergruft.

## Vernoemingen
Volgende Habsburgse aartshertogen zijn vernoemd, volgens geboortejaar:
- 2019: Maximilian Lorenz Ettore Karl, Marco d'Aviano, Aartshertog van Oostenrijk-Este
- 1986: Amedeo Maria Joseph Carl Pierre Philippe Paola Marcus d'Aviano, Prins van België.
- 1955: Lorenz Otto Carl Amadeus Thadeus Maria Pius Andreas Marcus d'Aviano, Prins van België
- 1919: Rudolf Syringus Peter Karl Franz Joseph Robert Otto Antonius Maria Pius Benedikt Ignatius Laurentius Justiniani Marcus d'Aviano
- 1918: Karl Ludwig Maria Franz Joseph Michael Gabriel Antonius Robert Stephan Pius Gregor Ignatius Markus d'Aviano
- 1915: Robert Karel Lodewijk Maximiliaan Michael Maria Anton Frans Ferdinand Jozef Otto Hubert George Pius Johannes Marcus d'Aviano

- Biblioteca Nacional de España: XX1015505
- Bibliothèque nationale de France: cb14623006z (data)
- Gemeinsame Normdatei: 118731076
- International Standard Name Identifier: 0000 0001 1041 095X
- Library of Congress Control Number: n85052596
- Nationale Bibliotheek van Tsjechië: jn20010525343
- Nationale Bibliotheek van Israël: 987007327754805171
- Nederlandse Thesaurus van Auteursnamen: 120786648
- Réseau des bibliothèques de Suisse occidentale: 02-A000110304
- Istituto Centrale per il Catalogo Unico: CFIV079248
- Système universitaire de documentation: 109301390
- Virtual International Authority File: 15564581
- WorldCat: E39PBJxxhKTGf4QQkQXDtymGHC